# Biate
Biate là một thị trấn thống kê (census town) của quận Serchhip thuộc bang Mizoram, Ấn Độ.

## Nhân khẩu
Theo điều tra dân số năm 2001 của Ấn Độ, Biate có dân số 2227 người. Phái nam chiếm 51% tổng số dân và phái nữ chiếm 49%. Biate có tỷ lệ 87% biết đọc biết viết, cao hơn tỷ lệ trung bình toàn quốc là 59,5%: tỷ lệ cho phái nam là 87%, và tỷ lệ cho phái nữ là 88%. Tại Biate, 12% dân số nhỏ hơn 6 tuổi.